# Rosarium Virginis Mariae

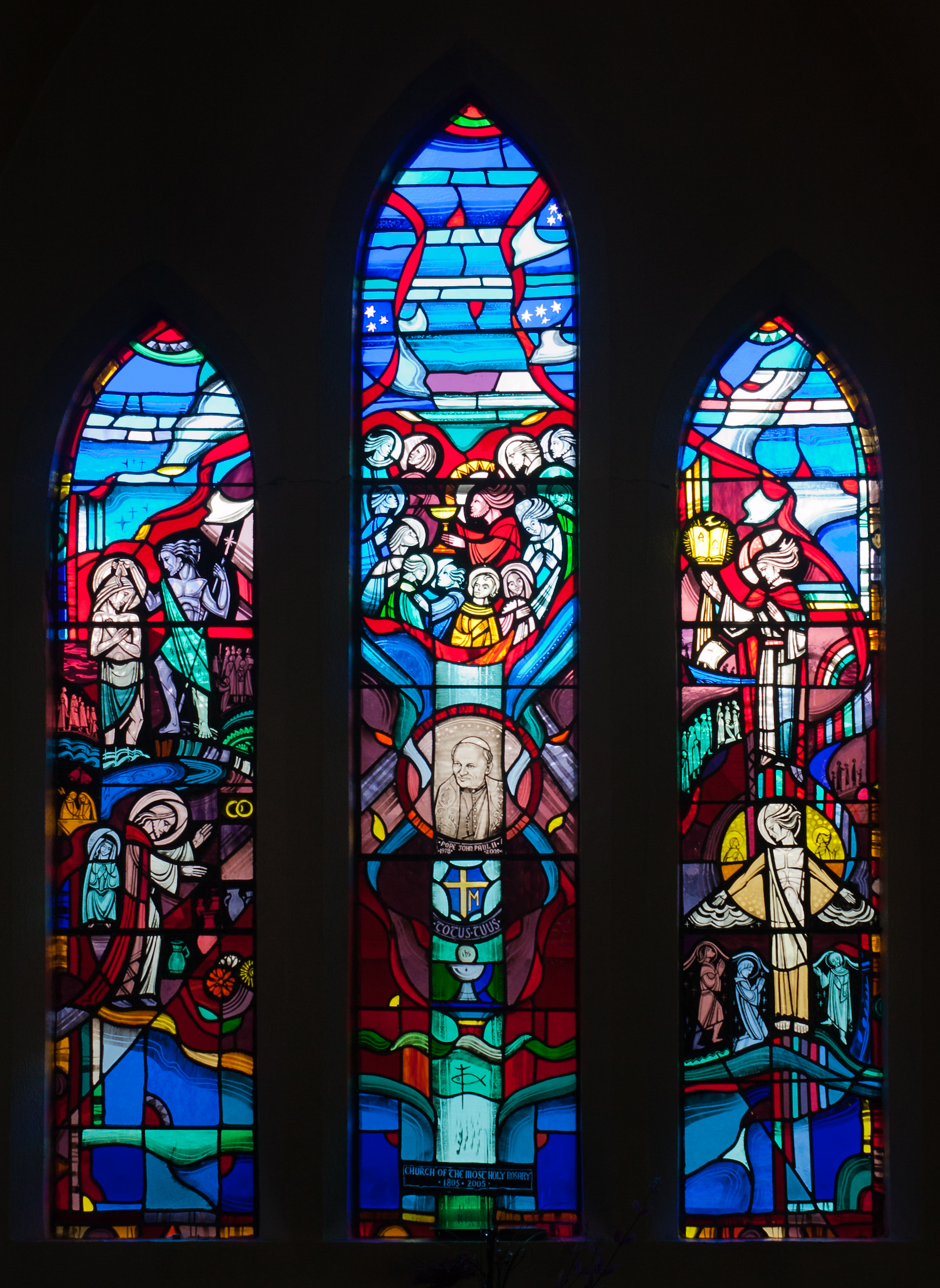
Chiesa di Tullow, vetrata nella parete meridionale del transetto, opera di George Walsh (2005) e dedicato ai misteri luminosi, proposti da papa Giovanni Paolo II nella lettera apostolica Rosarium Virginis Mariae. I cinque misteri luminosi sono: il battesimo di Gesù nel Giordano (si veda la sezione superiore sinistra), le nozze di Cana (sotto, a sinistra), l'annuncio da parte di Gesù del regno di Dio e l'invito alla conversione (sopra, a destra), la trasfigurazione (sotto, a destra) e l'istituzione dell'Eucaristia nell'ultima cena (sopra, al centro).

La Rosarium Virginis Mariae è una lettera apostolica di papa Giovanni Paolo II, del 16 ottobre 2002.

## Contenuto
In essa il santo pontefice loda e raccomanda la formula di preghiera del rosario, e aggiunge, accanto ai tradizionali misteri gaudiosi, dolorosi e gloriosi, quelli della luce (misteri luminosi).